# Slag om Norg
A Slag om Norg é uma competição de ciclismo que se disputa anualmente em Norg, no município de Noordenveld (Drente) nos Países Baixos. Criada em 2012, a corrida combina trechos de estrada com pistas de terra, similar à Strade Bianche italiana ou a Tro Bro Leon francesa. Desde 2016 faz parte do calendário UCI Europe Tour em categoria 1.2.

## Palmarés
| Ano  | Vencedor             | Segundo            | Terceiro         |           |
| ---- | -------------------- | ------------------ | ---------------- | --------- |
| 2012 | Mike Teunissen       | Emiel Dolfsma      | Tijmen Eising    |           |
| 2013 | Gert-Jan Bosman      | Tijmen Eising      | Ramses Bekkenk   |           |
| 2014 | Ronan van Zandbeek   | Coen Vermeltfoort  | Twan Brusselman  |           |
| 2015 | Johim Ariesen        | Gert-Jan Bosman    | Koos Jeroen Kers |           |
| 2016 | Fabio Jakobsen       | Twan van den Brand | Peter Schulting  |           |
| 2017 | Gianni Vermeersch    | Jesper Asselman    | Dennis Bakker    |           |
| 2018 | Jan-Willem van Schip | Robin Carpenter    | Rick van Breda   |           |
| 2019 | Coen Vermeltfoort    | Thomas Stewart     | Ivar Slik        |           |
| 2020 | cancelado            | cancelado          | cancelado        | cancelado |
| 2021 | cancelado            | cancelado          | cancelado        | cancelado |
| 2022 | cancelado            | cancelado          | cancelado        | cancelado |
| 2023 | cancelado            | cancelado          | cancelado        | cancelado |

## Palmarés por países
| País          | Vitórias |
| ------------- | -------- |
| Países Baixos | 6        |
| Bélgica       | 1        |